# Juan Marvezy
Juan Andrés Marvezy (San Miguel de Tucumán, 16 de noviembre de 1915-Munro, 4 de abril de 1972) fue un futbolista argentino que se destacó como delantero. Disputó la Copa América 1941 que coronó a la Selección Argentina campeón y al delantero como máximo goleador del certamen. En 1941 fue el primer futbolista en la historia en marcar 5 tantos con el combinado nacional (lo lograron posteriormente Charro Moreno en 1942 y Lionel Messi en 2022). Posee el récord de ser el jugador que más veces anotó para el Club Atlético Tigre.

## Historia

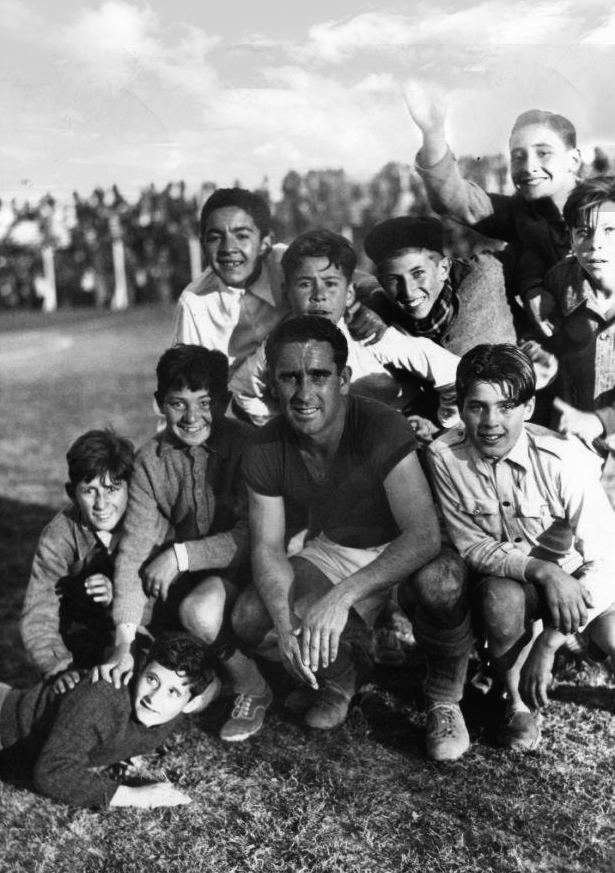
Marvezy llega a los 100 goles en Tigre, 7 de septiembre de 1941.

### Inicios
Desde muy pequeño a sus sueños los idealizo con el futbol. Con cañas de azúcar improvisaba los arcos y con papeles la pelota. Habilidoso, pícaro para el área, de fuerte y preciso remate y excelente cabeceador, esas aptitudes hicieron de él una pesadilla incluso para los más avezados defensores.
A los 16 años debutó en las divisiones inferiores de All Boys de su provincia natal y, al año siguiente, ya ocupaba el puesto de centro forward en el equipo de primera. Ingresó en 1934 a Argentino de Rosario de donde, luego de varios años, regresa a Tucumán para incorporarse a Bella Vista.

### Tigre
Recaló en Tigre en la temporada 1937, para de inmediato convertirse en un ídolo popular. Su elevado promedio de goles lo llevó a la Selección de fútbol de Argentina donde revalidó sus condiciones, clasificándose goleador de la Copa América 1941. Racing Club lo adquiere en 1942, en donde debuta con 4 goles en un amistoso ante Peñarol, aunque su carrera no es del todo fructífera, y regresa al club de Victoria en la temporada siguiente. 
Fue el goleador de Tigre en los torneos de Primera División de 1937, 1939, 1940 y 1941. Además de ser el máximo goleador en la historia del club, también es el que más goles marcó en la élite del fútbol argentino, el máximo anotador en el Estadio José Dellagiovanna, y el que más goles les marcó a los cinco grandes del fútbol argentino.
Trabajó por la zona y luego de radicarse unos años en Mendoza, sus últimos días los vivió en Munro. Falleció el 4 de abril de 1972.

## Selección Argentina
Disputó la Copa América 1941 que coronó a la Selección de fútbol de Argentina campeón y al delantero de Tigre como máximo artillero del certamen con cinco anotaciones. Cabe destacar que Juan Marvezy marcó los cinco goles en el partido frente a Ecuador  que terminó con un marcador 6-1 favorable a Argentina. 

#### Estadísticas
| Equipo              | Período   | Partidos | Goles | Promedio |
| ------------------- | --------- | -------- | ----- | -------- |
| Selección Argentina | 1937-1941 | 9        | 9     | 1.00     |

#### Récord
En 1941 se convirtió en el primer futbolista -Charro Moreno en 1942 y Lionel Messi en 2022, igualaron luego el récord- que más goles anotó en un partido oficial con el combinado nacional.
| Jugador             | Fecha                 | País    | Recinto            | Rival             | Competencia       | Club        | Goles |
| ------------------- | --------------------- | ------- | ------------------ | ----------------- | ----------------- | ----------- | ----- |
| Juan Andrés Marvezy | 16 de febrero de 1941 | Chile   | Estadio Nacional   | Selección Ecuador | Copa América 1941 | Tigre       |       |
| José Manuel Moreno  | 22 de enero de 1942   | Uruguay | Estadio Centenario | Selección Ecuador | Copa América 1942 | River Plate |       |
| Lionel Messi        | 5 de junio de 2022    | España  | Estadio El Sadar   | Selección Estonia | Amistoso          | PSG         |       |

## Trayectoria
| Club        | País      | Período   |
| ----------- | --------- | --------- |
| Tigre       | Argentina | 1937-1941 |
| Racing Club | Argentina | 1942      |
| Tigre       | Argentina | 1943      |

### Estadísticas
Datos actualizados al fin de la carrera deportiva.
| Tigre Argentina                             |               |               |     |     |     |      |      |
| 1.ª                                         | 1937          | 24            | 23  | 24  | 23  | 0,95 |      |
| 1.ª                                         | 1938          | 31            | 16  | 31  | 16  | 0,51 |      |
| 1.ª                                         | 1939          | 33            | 21  | 33  | 21  | 0,63 |      |
| 1.ª                                         | 1940          | 34            | 29  | 34  | 29  | 0,85 |      |
| 1.ª                                         | 1941          | 27            | 12  | 27  | 12  | 0,44 |      |
| 2.ª                                         | 1943          | 25            | 15  | 25  | 15  | 0,60 |      |
| Total club                                  | Total club    | 174           | 116 | 174 | 116 | 0,66 |      |
| Racing Club Argentina                       |               |               |     |     |     |      |      |
| 1.ª                                         | 1942          | 10            | 2   | 10  | 2   | 0,20 |      |
| Total club                                  | Total club    | 10            | 2   | 10  | 2   | 0,20 |      |
| Total carrera                               | Total carrera | Total carrera | 184 | 118 | 184 | 118  | 0,64 |
| (1) No incluye goles en partidos amistosos. |               |               |     |     |     |      |      |

## Palmarés

### Campeonatos internacionales
| Título       | Equipo              | Sede  | Año  |
| ------------ | ------------------- | ----- | ---- |
| Copa América | Selección Argentina | Chile | 1941 |

### Campeonatos no oficiales
| Título                       | Equipo              | Sede      | Año  |
| ---------------------------- | ------------------- | --------- | ---- |
| Copa Newton                  | Selección Argentina | Uruguay   | 1937 |
| Copa Chevallier Boutell      | Selección Argentina | Paraguay  | 1940 |
| Copa Juan Mignaburu          | Selección Argentina | Argentina | 1940 |
| Copa Presidente de Argentina | Selección Argentina | Chile     | 1941 |
| Copa Roque Sáenz Peña        | Selección Argentina | Perú      | 1941 |

### Distinciones individuales
| Distinción                                             | Año             |
| ------------------------------------------------------ | --------------- |
| Goleador de la Copa América con la Selección Argentina | 1941            |
| Máximo goleador del Club Atlético Tigre                | 1943 - Presente |

### Hat-tricks
| 1  | 4 de julio de 1937       | José Dellagiovanna, Victoria                | Tigre - Talleres (RdE)                  |  | 5 - 2 | 1937 |
| 2  | 8 de agosto de 1937      | Arquitecto Ricardo Etcheverri, Buenos Aires | Argentinos Juniors - Tigre              |  | 3 - 3 | 1937 |
| 3  | 22 de agosto de 1937     | José Dellagiovanna, Victoria                | Tigre - Platense                        |  | 3 - 1 | 1937 |
| 4  | 4 de junio de 1939       | José Dellagiovanna, Victoria                | Tigre - Ferro Carril Oeste              |  | 4 - 1 | 1939 |
| 5  | 12 de mayo de 1940       | José Dellagiovanna, Victoria                | Tigre - Rosario Central                 |  | 7 - 2 | 1940 |
| 6  | 23 de junio de 1940      | José Dellagiovanna, Victoria                | Tigre - Chacarita Juniors               |  | 4 - 1 | 1940 |
| 7  | 15 de septiembre de 1940 | Doble Visera, Avellaneda                    | Independiente - Tigre                   |  | 3 - 3 | 1940 |
| 8  | 1 de diciembre de 1940   | José Dellagiovanna, Victoria                | Tigre - Estudiantes de La Plata         |  | 4 - 0 | 1940 |
| 9  | 15 de diciembre de 1940  | José Dellagiovanna, Victoria                | Tigre - Vélez Sarsfield                 |  | 6 - 2 | 1940 |
| 10 | 16 de febrero de 1941    | Estadio Nacional, Chile                     | Selección Argentina - Selección Ecuador |  | 6 - 1 | 1941 |
| 11 | 7 de septiembre de 1941  | José Dellagiovanna, Victoria                | Tigre - Racing Club                     |  | 6 - 2 | 1941 |